# Oberówka
Oberówka – polana i pole biwakowe w Gorcach. Znajdują się w Koninkach, w dolinie potoku Turbacz (dopływ Koninki), w odległości ok. 300 m od dolnej stacji wyciągu krzesełkowego na Tobołów. Pole namiotowe znajduje się na otoczonej z wszystkich stron lasem polanie. Polana ma powierzchnię 0,40 ha i położona jest na wysokości 670–680 m n.p.m. Dawniej była koszona i wypasana, dzięki czemu zachowała się na niej duża różnorodność gatunkowa roślin. Wschodnia część polany to tzw. łąka ostrożeniowa, w której z rzadszych gatunków roślin występują storczyki: storczyk plamisty i kruszczyk szerokolistny. Na suchych miejscach występuje dziewięćsił bezłodygowy (wszystkie te gatunki są prawnie chronione). Dominującą trawą jest mietlica pospolita, wśród której licznie zakwita dzwonek rozpierzchły. Częsty jest również pięciornik złoty. Wczesną wiosną zakwitają na polanie krokusy, później zakwita masowo pierwiosnek wyniosły. Na dolnym skraju polany znajduje się nieduży staw umożliwiający rozród płazom.
Na polanie można rozbijać namioty, jest woda zdatna do picia, ławki, wiaty i parking dla samochodów. Można również urządzać tutaj biwaki i zapalać ognisko. Możliwy jest dojazd samochodem osobowym dobrą (utwardzoną) drogą leśną.
Polana znajduje się na obszarze Gorczańskiego Parku Narodowego, w Koninkach (obecnie jest to część wsi Poręba Wielka w województwie małopolskim, w powiecie limanowskim, w gminie Niedźwiedź.).

## Szlaki turystyczne
Hucisko (parking) – Oberówka – Suchy Groń – Średnie – Czoło Turbacza – Turbacz. Suma podejść ok. 650 m, czas przejścia około 2 godz. 30 min, ↓ 2 godz.
 ścieżka edukacyjna „Turbaczyk” rozpoczynająca się przy polanie i polu biwakowym Oberówka.